# Emplasto
Los emplastos son unas piezas de lienzo o de piel delicada, en las que por una de sus caras se extiende una materia farmacéutica. 
El fin que lleva a la aplicación de emplastos es defender la parte enferma del contacto del aire, mantener en una herida el medicamento aplicado, favorecer la unión de sus labios y conseguir por la eficacia del tópico aplicado una perfecta curación. Atendiendo a estas indicaciones es como se debe arreglar la elección de los emplastos, el método de hacerlos y la sustancia sobre la cual conviene extenderlos.